# Iphiaulax xanthoprosopus
Iphiaulax xanthoprosopus är en stekelart som beskrevs av Josef Fahringer 1935. Iphiaulax xanthoprosopus ingår i släktet Iphiaulax och familjen bracksteklar. Inga underarter finns listade i Catalogue of Life.